# Artisten (1929)
Artisten ist ein US-amerikanisches Filmmusical aus dem Jahr 1929 von John Cromwell und A. Edward Sutherland. Der Pre-Code-Film wurde von Paramount Famous Lasky produziert und basiert auf dem Bühnenstück Burlesque von George Manker Watters und Arthur Hopkins.

## Handlung
Der Entertainer Skid Johnson und die Tänzerin Bonny Lee King treffen sich in einer kalten, regnerischen Nacht am Bahnhof, nachdem Bonny bei einem Vorsprechen für eine Varieté-Show durchgefallen ist und Skid, nachdem er sich über ihre Behandlung durch den Impresario beschwert hat, gefeuert wurde. Sie beschließen, sich zusammenzutun und sich für eine Stelle bei einer viel besseren Show, der „High Steppers Burlesque Company“ in Milwaukee, zu bewerben. Die Show wird von  Lefty Miller geleitet. Miller engagiert das Duo und die beiden verlieben sich. 
Nach einiger Zeit bittet Skid Bonny, ihn zu heiraten, aber er betrinkt sich und ruiniert ihre Hochzeitsnacht. Während dieser Zeit versucht die Komikerin Sylvia Marco, die sich zu Skid hingezogen fühlt, zwischen die beiden zu kommen. Skid wird ein Soloauftritt bei den Ziegfeld Follies in New York angeboten. Bonny ermutigt ihn, diese anzunehmen, bleibt aber zurück. Ohne dass Bonny es weiß, wird auch Sylvia für die Show engagiert. Nach seinem Erfolg auf der großen Bühne versäumt Skid es, nach Bonny zu schicken, und so reist Bonny nach dem Ende von Leftys Show auf eigene Faust nach New York, um ihn zu sehen. Sie schickt ihm ein Telegramm, in dem sie ihm mitteilt, dass sie zu ihm komme und er sie hinter der Bühne im Theater treffen solle. Als sie ankommt, hat Skid das Theater bereits verlassen, aber ihr wird gesagt, dass er möglicherweise in einer Bar ist. Sie überredet den Türsteher, sie zu ihrem Mann hereinzulassen. In der Bar sieht sie, dass Skid Sylvia küsst. Bonny hinterlässt ihm eine Nachricht, dass sie die Scheidung einreichen wird, was ihn am Boden zerstört.
Es kommt zur Trennung und Bonny plant, den wohlhabenden Rancher Harvey Howell zu heiraten. Skid ist immer noch untröstlich über die Trennung und findet Trost im Alkohol, der seine Karriere ruiniert. Lefty engagiert ihn für die Hauptrolle in seiner kommenden Show, vorausgesetzt, Skid kann nüchtern bleiben, aber Skids Alkoholproblem führt dazu, dass er nicht auftreten kann. Um die Show zu retten, bittet Lefty Bonny, ihm beim Ausnüchtern von Skid zu helfen, damit er auftreten kann und die beiden wieder vereint sind. Aber Skid wird bei der Premiere auf der Bühne ohnmächtig, was die Show ruiniert. Bonny begleitet ihn am folgenden Abend auf die Bühne und Skid kann auftreten.

## Hintergrund
Gedreht wurde der Film ab dem 1. März 1929 auf der Paramount Movie Ranch in Agoura Hills sowie in den Paramount-Studios in Hollywood.
Mehrere Darsteller traten schon in der Broadway-Produktion auf, darunter Hal Skelly, Oscar Levant, Charles D. Brown und Ralph Theodore. Für Skelly und Levant war es die erste Rolle in einem Kinofilm.
Der Film enthält Sequenzen, die im Technicolor Proces No. 3 gefilmt wurden.
Travis Banton war für das Kostümbild zuständig. Der spätere Regisseur Edward Dmytryk arbeitete erstmals an einem Film mit, hier in der Funktion als Schnitt-Assistent.
1937 produzierte Paramount mit Swing High, Swing Low eine Neuverfilmung, die Mitchell Leisen inszenierte. 1948 produzierte 20th Century Fox mit When My Baby Smiles at Me ein weiteres Remake.

## Musik
Folgende Songs wurden im Film gespielt:
- True Blue Lou, King of Jazzmania, Cuddlesome Baby und Ladies of The Dance von Richard A. Whiting, Leo Robin und Sam Coslow
- The Flippety Flop und Mightiest Matador von Richard A. Whiting
- Sweet Rosie O'Grady von Maude Nugent
- In the Gloaming von Annie Fortesque Harrison
- Sam, the Old Accordion Man von Walter Donaldson

## Veröffentlichung
Die Premiere des Films fand am 16. August 1929 in New York statt. 1931 kam er im Deutschen Reich und in Österreich in die Kinos.

## Kritiken
Die Variety lobte den Film als intelligente und recht vorlagentreue Adaption des Broadwaystücks.